# Хісіаш
Хісіаш (рум. Hisiaș) — село у повіті Тіміш в Румунії. Входить до складу комуни Гізела.
Село розташоване на відстані 376 км на північний захід від Бухареста, 39 км на схід від Тімішоари.

## Населення
За даними перепису населення 2002 року у селі проживали 139 осіб, з них 135 осіб (97,1%) румунів. Рідною мовою розмовляють 135 осіб (97,1%) і називають її румунською.